# Aspelands härad
Aspelands härad var ett härad i Kalmar län, motsvarande det gamla smålandet Aspeland. Häradets område utgör en del av Hultsfreds kommun. Häradets areal var 989,48 kvadratkilometer varav 927,74 land. År 1930 fanns här 14 177 invånare. Tingsplats var från omkring 1630 till 1918 (Gårdveda), Målilla fram till år 1917. Därefter bildade Aspelands och Handbörds härader ett gemensamt tingslag med tingshus i Högsby.

## Geografi
Aspelands häradsområde ligger i östra Småland, inne i landet väster om Oskarshamn. Häradet ligger på östra sluttningen av Småländska höglandet och har en skogbeväxt, relativt kuperad bygd. Största ort är numera Virserum. Området genomflytes av Emån från nordväst till sydost. I åns dalgång finns den övervägande delen av häradets odlade jord. I övrigt är jorden inte särskilt bördig och är ofta stenbunden.
Huvudnäringar har sedan gammalt varit jordbruk, boskapsskötsel samt skogsbruk. Därjämte har det funnits möbelfabriker, snickerier, träullsfabriker samt sågar. Häradsområdet genomskärs eller har genomskurits av järnvägar: Nässjö-Oskarshamns-banan, Linköping-Hultsfred-Kalmar-banan (Stångådalsbanan), Vetlanda-Målilla-banan (nedlagd) samt av Växjö-Hultsfred-banan . 
Angränsande härader var Handbörd i söder, Tunalän i öster, Sevede i nordost, Södra Vedbo i nordväst samt Östra härad i väster.

## Namnet
År 1299 skrevs Asbolandia. Detta står för "åsbornas land". Med "ås" åsyftas en rullstensås, som går genom häradet.

## Socknar
Aspelands härad omfattade sju socknar.
I Hultfreds kommun
- Gårdveda
- Järeda
- Lönneberga (före 1886 delar i Södra Vedbo härad)
- Målilla
- Mörlunda
- Tveta
- Virserum (före 1886 delar i Östra härad)

## Län, fögderier, tingslag, domsagor och tingsrätter
Häradet hörde till Kalmar län. Församlingarna tillhör(de) Linköpings stift.
Häradets socknar hörde till följande fögderier:
- 1720–1863 Tunaläns, Sevede och Aspelands fögderi
- 1864–1945 Aspelands och Handbörds fögderi
- 1946–1966 Högsby fögderi
- 1967–1990 Vimmerby fögderi

Häradets socknar tillhörde följande tingslag, domsagor och tingsrätter:
- 1680-1917 Aspelands tingslag i 
  - 1680–1857 Sevede, Tunaläns och Aspelands domsaga
  - 1858–1917 Aspelands och Handbörds domsaga
- 1918–1965 (30 juni) Aspelands och Handbörds domsagas tingslag i Aspelands och Handbörds domsaga
- 1 juli 1965–1970 Oskarshamns domsagas tingslag i Oskarshamns domsaga

- 1971–2005 Oskarshamns tingsrätt och domsaga
- 2005– Kalmar tingsrätt och domsaga